# Rhamphorrhina bertolonii
Rhamphorrhina bertolonii är en skalbaggsart som beskrevs av Lucas 1879. Rhamphorrhina bertolonii ingår i släktet Rhamphorrhina och familjen Cetoniidae. Inga underarter finns listade i Catalogue of Life.